# Dłutowo (gromada)
Dłutowo – dawna gromada, czyli najmniejsza jednostka podziału terytorialnego Polskiej Rzeczypospolitej Ludowej w latach 1954–1972.
Gromady, z gromadzkimi radami narodowymi (GRN) jako organami władzy najniższego stopnia na wsi, funkcjonowały od reformy reorganizującej administrację wiejską przeprowadzonej jesienią 1954 do momentu ich zniesienia z dniem 1 stycznia 1973, tym samym wypierając organizację gminną w latach 1954–1972.
Gromadę Dłutowo z siedzibą GRN w Dłutowie (w obecnym brzmieniu Stare Dłutowo) utworzono – jako jedną z 8759 gromad na obszarze Polski – w powiecie mławskim w woj. warszawskim, na mocy uchwały nr VI/10/8/54 WRN w Warszawie z dnia 5 października 1954. W skład jednostki weszły obszary dotychczasowych gromad Adamowo, Biernaty, Dłutowo, Dłutowo Nowe, Marszewnica, Nick, Straszewy, Wawrowo i Zdrojek ze zniesionej gminy Zieluń w tymże powiecie. Dla gromady ustalono 24 członków gromadzkiej rady narodowej.
1 stycznia 1956 gromada weszła w skład nowo utworzonego powiatu żuromińskiego w tymże województwie.
1 stycznia 1958 z gromady Dłutowo wyłączono wieś Straszewy włączając ją do gromady Zieluń w tymże powiecie, po czym gromadę Dłutowo włączono do powiatu działdowskiego w woj. olsztyńskim.
31 grudnia 1967 z gromady Dłutowo wyłączono odcinek rzeki Działdówki na granicy z gromadą Płośnica w tymże powiecie, włączając go do tejże gromady (granicę obu gromad poprowadzono południowym brzegiem nowego koryta rzeki).
Gromadę zniesiono 22 grudnia 1971, a jej obszar włączono do gromad Niechłonin (miejscowości Adamowo, Dłutowo, Marszewnica, Nowe Dłutowo i Wawrowo) i Lidzbark (miejscowości Biernaty, Nick i Zdrojek) w tymże powiecie.